# Wiktor Maksymilian Ossoliński
Wiktor Maksymilian Ossoliński, herbu Topór (ur. 10 września 1790 w Rudce, zm. 27 września 1860 w Warszawie) – polski ziemianin, oficer armii Księstwa Warszawskiego i Królestwa Polskiego, działacz Towarzystwa Patriotycznego i Towarzystwa Rolniczego.     

## Życiorys
W latach 1808−1809 służył w 1 pułku strzelców konnych Księstwa Warszawskiego. W 1809 mianowany podporucznikiem i adiutantem ks. Józefa Poniatowskiego, z którym odbył kampanię galicyjską. W 1810 porucznik, 1811 kapitan, 1812 major 14 pułku kirasjerów, z którym odbył kampanię rosyjską 1812. W latach 1812−1814 przebywał w niewoli rosyjskiej, Od 1815 dowodził szwadronem 5 pułku strzelców konnych armii Królestwa Polskiego. W 1818 awansował na podpułkownika. W 1819 wystąpił z wojska. W 1820 przetłumaczył i wydał dzieło Friedricha Wilhelma von Bismarcka (1783−1860) Służba polna jazdy (Warszawa 1820) z zakresu taktyki wojskowej.
Od 1820 był członkiem loży masońskiej „Bracia Zjednoczeni”, następnie w latach 1821−1826 działaczem Towarzystwa Patriotycznego. Utrzymywał kontakt w imieniu władz organizacji − Wydziału Centralnego z oddziałami Towarzystwa na Wołyniu, Podolu i Ukrainie. W latach 1823−1825 kontaktował się w imieniu TP ze spiskowcami rosyjskimi − członkami Związku Południowego, głównie z Nikołajem Rajewskim, Siergiejem Murawiewem-Apostołem i Michaiłem Bestużewem-Riuminem. Przekazywał również władzom TP instrukcje gen. Karola Kniaziewicza wysyłane w 1825 z Drezna. W lutym 1826 wraz z innymi członkami TP został aresztowany i więziony klasztorze karmelitów w Warszawie, potem przez pewien czas w Petersburgu. W śledztwie prowadzonym w latach 1826−1827 przez specjalny Komitet Śledczy, a od 1827 przez Delegację Sądu Sejmowego był wielokrotnie przesłuchiwany, mimo to zachował się godnie i odpowiedzialnie. W 1828 wyrokiem sądu w Petersburgu skazany został na rok twierdzy i dożywotni nadzór policyjny. 
Ziemianin, dziedzic Rudki, Ossolina, Czerniakowa i pałacu na Tłomackiem w Warszawie. Dobra te przekazał testamentem przedstawicielowi innej gałęzi rodu – Jerzemu Wiktorowi Ossolińskiemu (1850−1912). Członek Towarzystwa Rolniczego w 1858 roku. Był autorem artykułów w "Bibliotece Warszawskiej", członek korespondent Galicyjskiego Towarzystwa Gospodarskiego (1859−1860).
Został pochowany w kościele św. Antoniego z Padwy na Czerniakowie. Jego portret znajduje się w zbiorach Muzeum Narodowego we Wrocławiu. Opublikował Wspomnienia z Podlasia. O uroczysku historyczném zwaném Kumat (Warszawa 1848).

## Odznaczony
Za  kampanie galicyjską  odznaczony został Krzyżem Złotym Virtuti Militari (1809), za kampanię rosyjską Legią Honorową (1812). 

## Rodzina
Urodził się w rodzinie ziemiańskiej. Jego ojcem był Józef Kajetan Ossoliński (1758–1834), matką Maria Barbara z Zaleskich (1760−1813). Po rozwodzie rodziców pozostał z ojcem w Rudce pod Białymstokiem; matka i siostra Konstancja mieszkały w Rejowcu koło Chełma. Był bratankiem Jana Onufrego Ossolińskiego (1760−1812). Ożenił się w 1821 z malarką kompozycji kwiatowych Zofią z Chodkiewiczów (1803−1871). Małżeństwo nie było udane i po wyjeździe Zofii w 1826 żyli w faktycznej separacji. Mieli córkę Wandę Zofię (1822−1907), dwukrotnie zamężną: w 1848 z Tomaszem Potockim (1809−1861),  następnie ze Stanisławem Jabłonowskim (1799−1878). Był ostatnim męskim potomkiem linii rodu zapoczątkowanej przez Prokopa Ossolińskiego.